# Pave Nikolaus 3.
Nikolaus 3., oprindelig Johan Giovanni Gaetani Ursini (død 22. august 1280) var pave 1277—1280.
Han var en stor politiker, som fik både Rudolf af Habsburg i Tyskland og Karl af Anjou på Sicilien til at føje sig efter Roms ønsker. Rudolf måtte afstå Romagna til pavestolen. Nikolaus var i øvrigt meget pragtelskende, og også nepotismen blomstrede.